# لیه

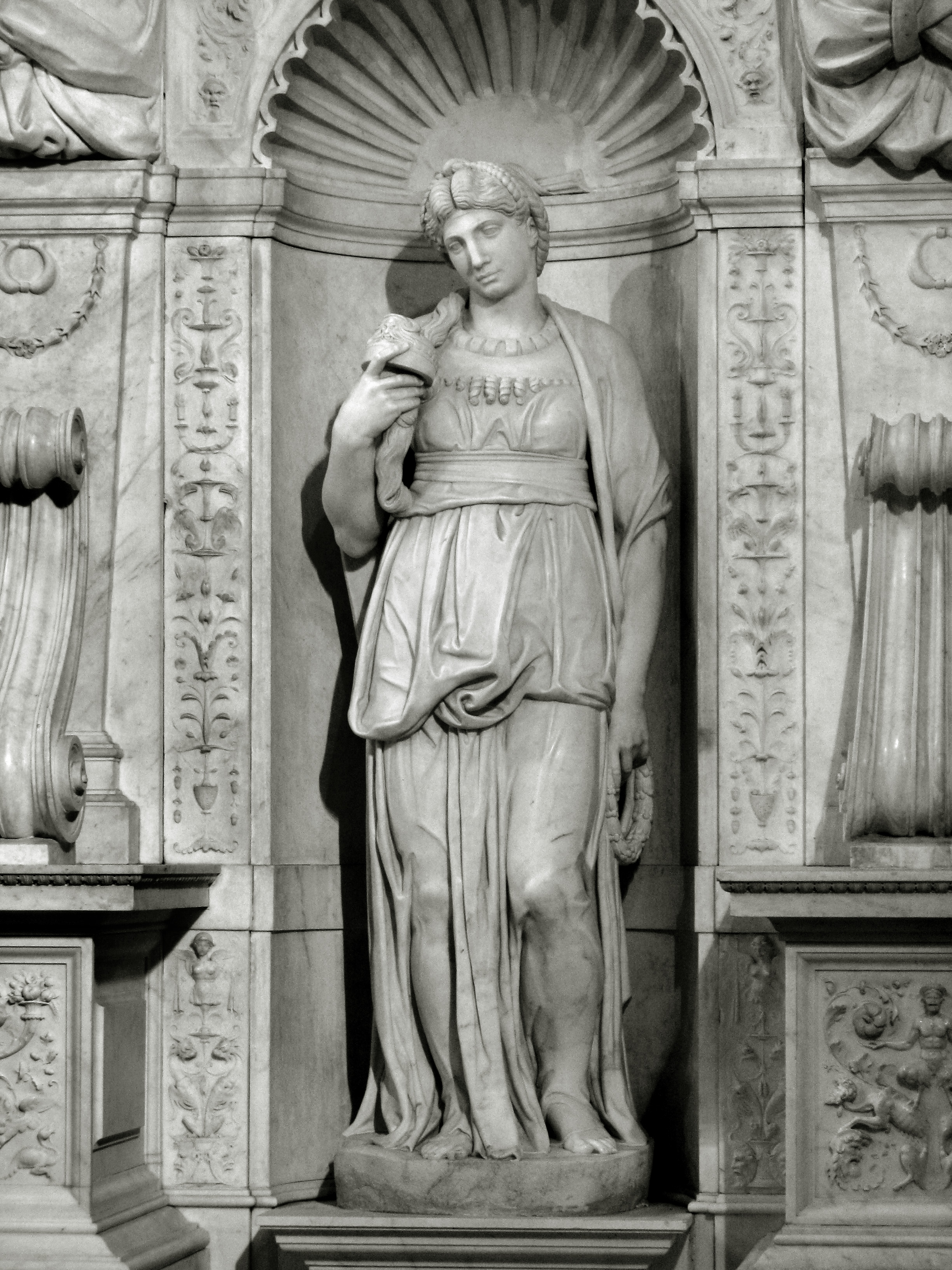
مجسمه لیه از میکل آنژ در کلیسای سن پیترو

لیه (عبری: לֵאָה [لِئا] به معنی خسته، به انگلیسی: Leah) نام بزرگ‌ترین دختر لابان است، که بنا به روایت تورات با فریب و حقه پس از هفت سال کاری که یعقوب در ازای مهر خواهرش راحیل انجام داد، با یعقوب ازدواج نمود. لیه یکی از چهار شه‌مادر بنی اسرائیل است. لیه برای یعقوب شش پسر به نام‌های رئوبن، شمعون، لاوی، یهودا، یساکار و زبولون و یک دختر به نام دینه زایید. لیه پس از مرگ، قبل از مهاجرت به مصر در مقبره خانوادگی که در غار پدرسالاران (غار مخپلا, מערכת המכפלה) در حبرون بود، دفن شد.